# Gare de Bissen
La gare de Bissen est une gare ferroviaire luxembourgeoise de la ligne 2b, d'Ettelbruck à Bissen, unique section encore en service de la ligne de l'Attert, située sur le territoire de la commune de Bissen, dans le canton de Mersch.
C'était une gare voyageurs de la Société nationale des chemins de fer luxembourgeois (CFL), avant sa fermeture en 1969.

## Situation ferroviaire
Établie à 227 mètres d'altitude, la gare de Bissen est située au point kilométrique (PK) 43,470 de la ligne de l'Attert, entre les gares aujourd'hui fermées de Boevange et de Colmar-Usines.

## Histoire
La gare de Bissen est mise en service par la Société anonyme luxembourgeoise des chemins de fer et minières Prince-Henri, lors de l'ouverture à l'exploitation de la section de Steinfort à Ettelbruck le 20 avril 1880.
La gare est fermée le 5 avril 1969, en même temps que le trafic voyageurs sur la ligne de l'Attert, ainsi que l'exploitation même de la quasi-totalité de la ligne. Le bâtiment voyageurs et le quai sont toujours visibles. La voie en cul-de-sac destinée au fret est toujours visible bien qu'inexploitée, la voie principale sert toujours au trafic fret.
Depuis le 2 décembre 2011, la gare est classée à l'inventaire des monuments nationaux. 

## Service des voyageurs
Gare fermée depuis le 5 avril 1969. La gare n'est pas desservie par autobus, l'arrêt Bissen, Kiirch du Régime général des transports routiers est situé dans le centre-bourg.